# Ipidecla crepundia
Espèce
Ipidecla crepundia est une espèce de lépidoptères (papillons) de la famille des Lycaenidae, sous-famille des Theclinae et du genre Ipidecla.

## Dénomination
Ipidecla crepundia a été décrit par Herbert Druce en 1909, sous le nom initial de Thecla crepundia.

### Noms vernaculaires
Ipidecla crepundia se nomme Whitened Ipidecla en anglais.

## Description
Ipidecla crepundia est un petit papillon.
Le dessus est beige veiné de beige foncé.
Le revers est blanc veiné de marron avec une tache jaune dans l'aire basale de l'aile antérieure et de l'aile postérieure.

## Écologie et distribution
Ipidecla crepundia est présent en Colombie, au Pérou, au Brésil, à Trinité-et-Tobago et en Guyane,.

### Protection
Pas de statut de protection particulier.